# Pomnik Niepodległości w Kijowie
Pomnik Niepodległości w Kijowie (ukr. Монумент Незалежності) – kolumna wzniesiona na Placu Niepodległości w Kijowie, upamiętniająca proklamowanie niepodległości Ukrainy w 1991.

## Historia
Pomnik został odsłonięty 23 sierpnia 2001 z okazji 10. rocznicy uzyskania przez Ukrainę niepodległości. Wcześniej, w tym samym miejscu, znajdował się pomnik Włodzimierza Lenina, który rozebrano we wrześniu 1991 po uchwaleniu Deklaracji Niepodległości.
W 2000 rozpoczęto przebudowę Placu Niepodległości, a we wrześniu 2001 ogłoszono konkurs na projekt nowego pomnika. Wybrano trzy najlepsze koncepcje, które połączono w jedną. Autorem rzeźby został Anatolij Kuszcz, a jego córka Christina Katrakis była modelką dla figury Brzegini – opiekunki Ukrainy. Pomnik został odsłonięty 23 sierpnia 2001 przez prezydenta Leonida Kuczmę z okazji 10. rocznicy niepodległości Ukrainy.
W grudniu 2014 pojawiła się propozycja zastąpienia pomnika monumentem upamiętniającym ofiary Niebiańskiej Sotni – protestujących zabitych podczas rewolucji godności.
W 2019 przeprowadzono kompleksowe czyszczenie pomnika. W czasie rosyjskiej inwazji w 2022 rozważano jego zabezpieczenie przed ostrzałem, jednak ostatecznie zrezygnowano z tego z uwagi na koszty i wysokość konstrukcji.

## Architektura
Pomnik Niepodległości łączy styl baroku ukraińskiego i empire. Składa się z kolumny o wysokości 61 metrów, zwieńczonej figurą Brzegini trzymającej gałązkę kaliny. Kolumna obłożona jest białym marmurem i osadzona na cokole w kształcie świątyni chrześcijańskiej. Wewnątrz kolumny znajduje się spiralna klatka schodowa.